# Museum Cemento Rezola

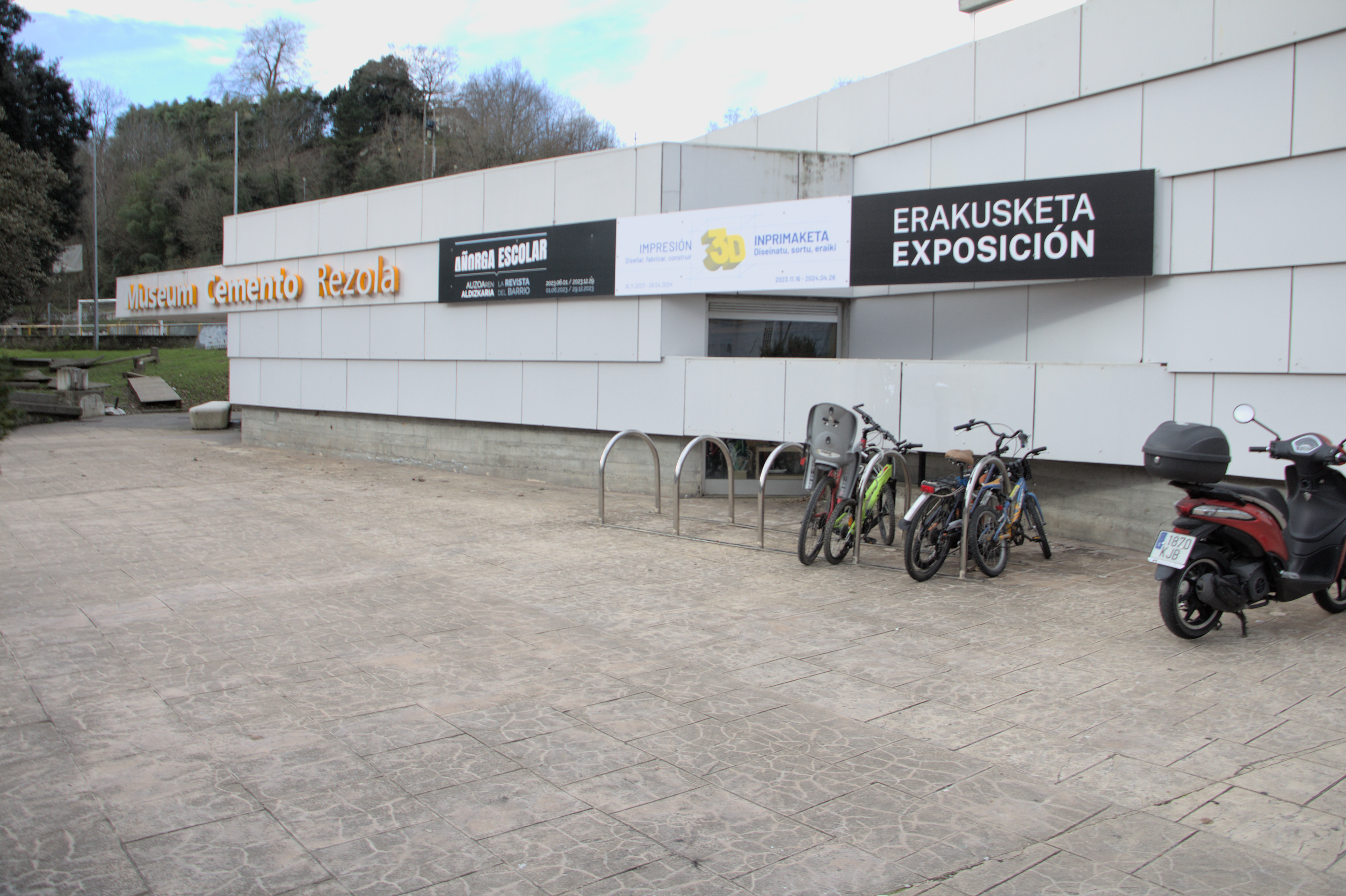
Añorgako Museum Cemento Rezola museoaren atari nagusia

El Museum Cemento Rezola es un espacio sobre la trascendencia del cemento en la civilización moderna a través de audiovisuales, simulaciones y módulos interactivos. 
El museo fue creado en el año 2000 con motivo del 150 aniversario de la fábrica de Cementos Rezola, por el arquitecto Luis Peña Ganchegi. Está situado en el barrio de Añorga de San Sebastián a unos 3 km del centro de la ciudad. El edificio se encuentra ubicado en la antigua escuela de Añorga, junto a la iglesia, el campo de fútbol y el frontón del barrio, en frente de la planta cementera de Cementos Rezola. Tanto la entrada al museo como la visita guiada son gratuitas.

## Exposiciones temporales
El museo programa anualmente exposiciones temporales relacionadas con la arquitectura, la ingeniería, el medio ambiente, el arte, la construcción, el diseño y los nuevos materiales. Luis Peña Ganchegi, Torroja, Richard Meier, Eduardo Chillida, Gaudí, Alvar Aalto, Le Corbusier, entre otros, han formado parte de la programación expositiva del museo. 
- Datos: Q9047156